# Parque Nacional San Guillermo
O Parque Nacional San Guillermo está situado no extremo norte da província de San Juan, a 455 km da capital provincial, na Argentina.
Juntando a Reserva Provincial (811.460 ha) com o Parque Nacional (170.000 ha), cobrem ao todo 981.460 ha de área da Puna (deserto da América do Sul), compreendendo três regiões geográficas:
- Montes da Prepuna;
- Estepes da Puna;
- Estepes Altoandinas.

Criado em 1998 para recuperara e proteger o habitat natural da maior concentração de camélidos da Argentina. Com a criação da "Reserva Provinvial San Guillermo", com um setor que constitui o Parque Nacional, as populações de guanacos e vicunhas estão se recuperando.